# 親生命假說
親生命假說（biophilia hypothesis）主張人類有種親近自然世界的本能，由愛德華·威爾森在他的著作《親生命性》（1984）中提出，其中並定義親生命性為「與其他生命型式相接觸的欲望」。